# آرچک (پسر اردوان پنجم)
آرچک پسر اردوان پنجم آخرین شاه اشکانی بود. پس از مرگ پدر، ابتدا به امپراتوری روم گریخت سپس بعد از مدتی دوباره به کشور بازگشت. آرچک به همراه برادر خود آرتاوازد که در نبرد با سپاهیان اردشیر بابکان رهبری مبارزات را به مدت ۳ سال تا ۲۳۰ میلادی علیه اردشیر بابکان ادامه داد در برابر ساسانیان مقاومت کرد. سرانجام او و برادرش و عمویشان بلاش ششم که هنگام پادشاهی اردوان پنجم حاکم بابل بود در جنگ با اردشیر بابکان کشته شدند. همدان یکی از آخرین پایگاه‌های مقاومت اشکانیان در برابر حکومت تازه‌نفس ساسانی بود.